# Am Hospital 3 (Quedlinburg)

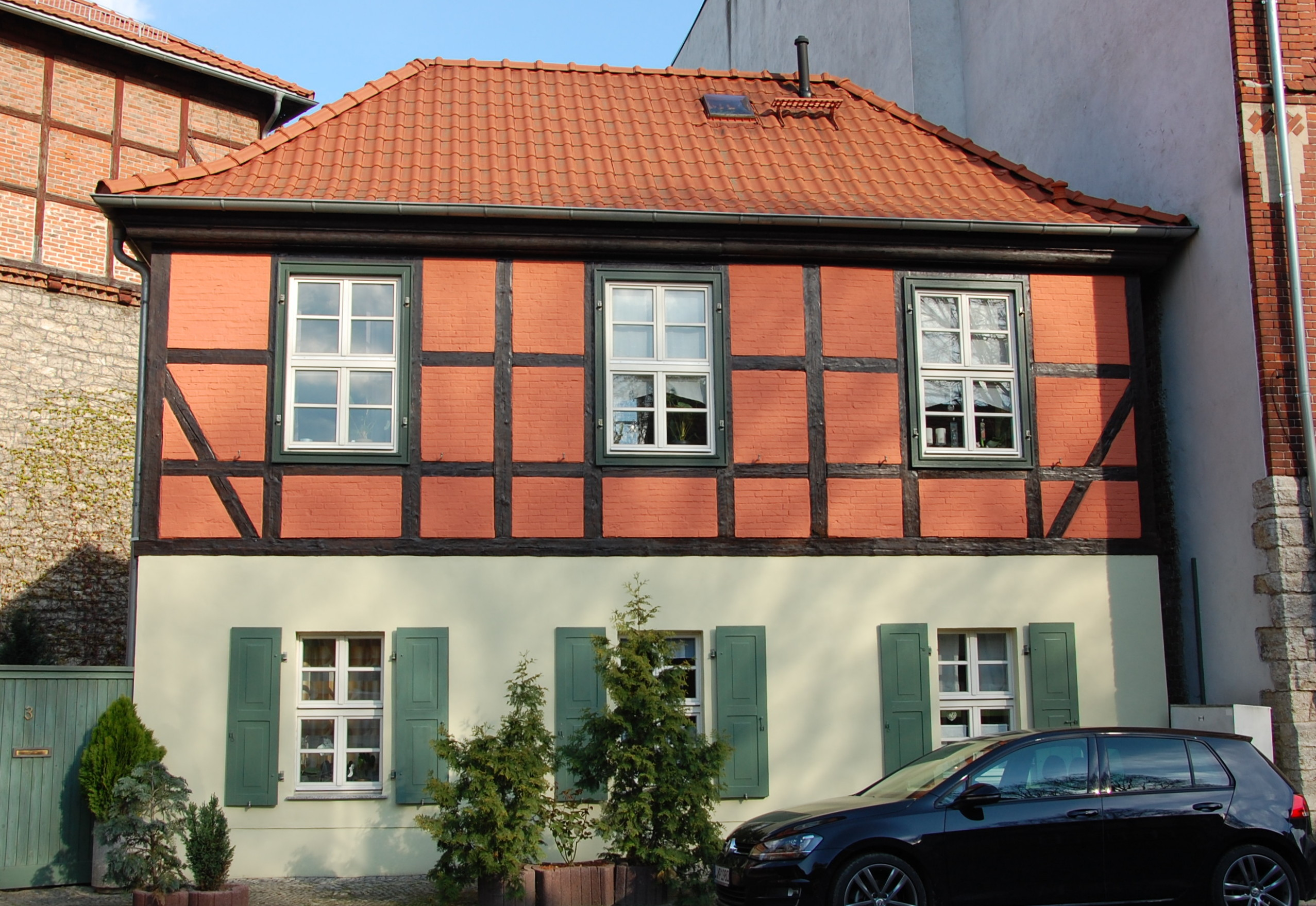
Am Hospital 3

Das Gebäude Am Hospital 3 ist ein denkmalgeschütztes Gebäude in der Stadt Quedlinburg in Sachsen-Anhalt.

## Lage
Es befindet sich südlich der historischen Quedlinburger Innenstadt am nordöstlichen Ende der kleinen Sackgasse Am Hospital. Es ist im Quedlinburger Denkmalverzeichnis als Wohnhaus eingetragen.

## Architektur und Geschichte
Das zweigeschossige Fachwerkhaus entstand in der zweiten Hälfte des 18. Jahrhunderts und gilt als Rest der ursprünglichen Bebauung dieses Bereichs. Ursprünglich war das Haus freistehend.
An der Stockschwelle des Gebäudes befindet sich eine Profilbohle. Auch die Traufe ist mit einer Profilierung versehen. Das Erdgeschoss wurde in massiver Bauweise erneuert. Bedeckt ist das Haus mit einem Walmdach.
Im Denkmalverzeichnis des Jahres 1998 wird das Gebäude als Einzeldenkmal unter der Adresse Mummental 2 geführt, wie auch das östlich gelegene Haus Mummental 2. Tatsächlich ist es jedoch durch seine Lage unmittelbar an der Straße Am Hospital über diese erschlossen.